# Annie Oakley (film 1894)
Annie Oakley è un cortometraggio muto del 1894 diretto da William K.L. Dickson.

## Trama
Annie Oakley si esibisce con il fucile sparando a diversi bersagli.